# Eau vive et eau morte
Pour les articles homonymes, voir Eau morte.

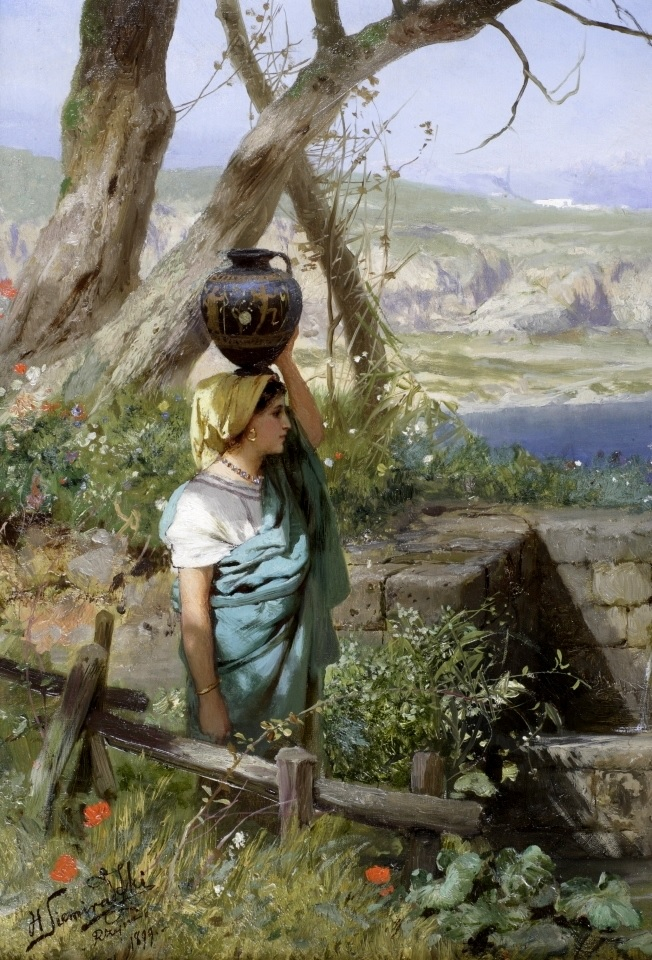
Henryk Siemiradzki, À la source

L'eau vive et l'eau morte, ou l'eau de la vie et l'eau de la mort (en russe : живая и мёртвая вода) constituent un motif récurrent dans les contes, notamment slaves et baltes.

## Un aspect particulier de l'eau miraculeuse
Le motif de l'eau miraculeuse qui rajeunit, qui guérit ou qui ressuscite est présent dans la mythologie et le folklore du monde entier. Ainsi par exemple, dans le conte allemand recueilli par les frères Grimm et intitulé L'Eau de la vie (Das Wasser des Lebens), un roi mourant envoie-t-il ses fils à la recherche de l'eau qui le guérira ; le même thème se retrouve dans plusieurs contes russes similaires, comme L'Eau de jeunesse et la Fille-Roi. L'Eau de la Vie (Water of Life) fait l'objet de la rubrique AT 551 dans la classification Aarne-Thompson-Uther .
Toutefois, outre cette eau régénérante, les contes russes évoquent fréquemment, tantôt « l'eau vive et l'eau morte », tantôt « l'eau de force et l'eau de faiblesse » ; ces motifs ont été étudiés pour eux-mêmes, notamment par Vladimir Propp. Tandis que l'eau morte et l'eau vive, utilisées successivement et dans cet ordre (par friction ou aspersion) permettent de faire revenir à la vie un personnage dont le corps a pourtant été coupé en morceaux, l'eau de force et l'eau de faiblesse, utilisées alternativement, font gagner ou perdre sa vigueur à celui qui en boit ; bien entendu, ce n'est que par méprise, à la suite d'une ruse de son adversaire, qu'il en vient à boire l'eau de faiblesse.

## Exemples tirés des contes russes

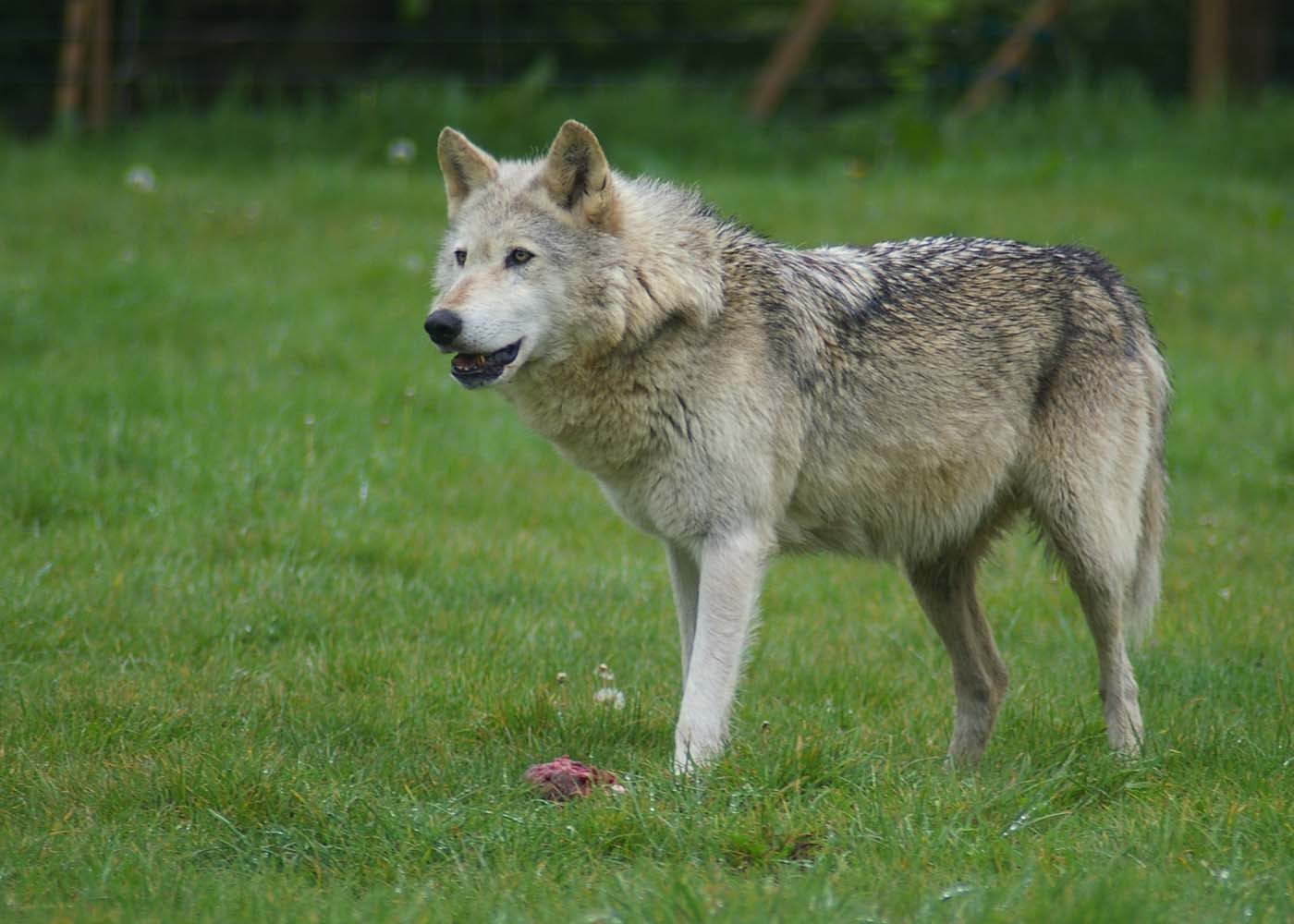
Le Loup gris sauvera Ivan

### Ivan Tsarévitch, l'Oiseau de feu et le Loup gris
Dans ce conte, le tsarévitch a été tué et décapité par ses frères jaloux de son succès : « Ivan-Tsarevitch gisait mort dans la plaine, et déjà, les corbeaux tournaient autour de lui ». Le loup gris, son fidèle auxiliaire, se saisit alors d'un petit d'un corbeau et ne lui promet de le relâcher que si le corbeau lui rapporte « une fiole d'eau vive et une fiole d'eau morte » d'au-delà de vingt-neuf pays, dans le trentième royaume. Le corbeau finit par rapporter deux fioles pleines. Le loup déchire alors le corbillat en deux, puis ressoude les deux parties avec l'eau morte, et le ressuscite avec l'eau vive. Devant ce succès, il procède de même avec Ivan Tsarévitch, qui se réveille, bâille et déclare : – Oh, que j'ai dormi longtemps. – Et sans moi, tu dormirais encore, lui répond le loup.

### Maria des Mers (Maria Morevna)

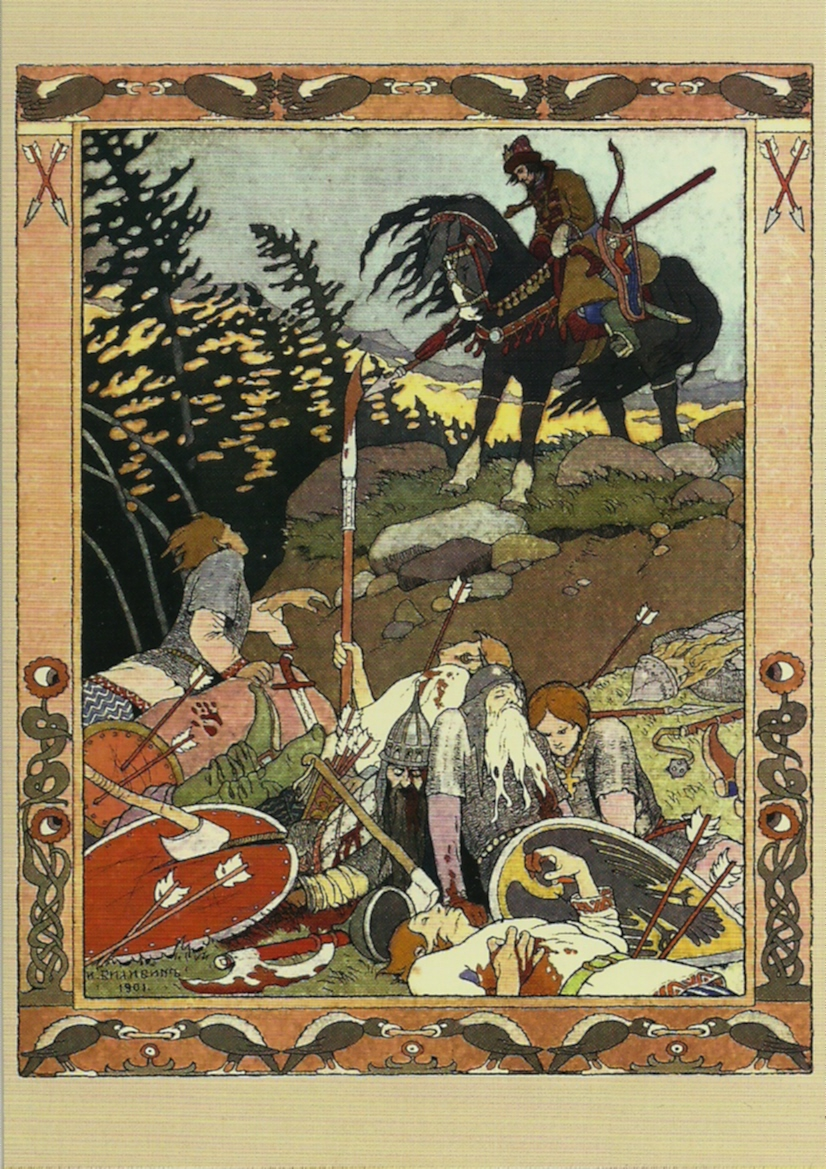
Le champ de bataille (Maria Morievna)

Dans Maria Morevna, l'eau intervient ici sous deux aspects différents, celle qui donne la force et celle qui ressuscite : d'abord Ivan Tsarévitch, par pitié, donne successivement trois seaux d'eau à boire à Kochtcheï qui, enchaîné, n'avait pas bu une goutte depuis dix ans. Au troisième seau, celui-ci recouvre toutes ses forces, brise ses chaînes et s'enfuit.
Par la suite, Kochtcheï découpera Ivan en morceaux, qu'il jettera à la mer dans un tonneau. Un aigle récupère le tonneau, tandis qu'un corbeau et un faucon s'envolent à la recherche de l'eau morte et de l'eau vive. Le corbeau asperge les morceaux d'eau morte et le corps se ressoude, puis le faucon l'asperge d'eau vive et Ivan se réveille, de la même manière que dans le conte du loup gris.

### L'Arbre qui chante et l'Oiseau qui parle

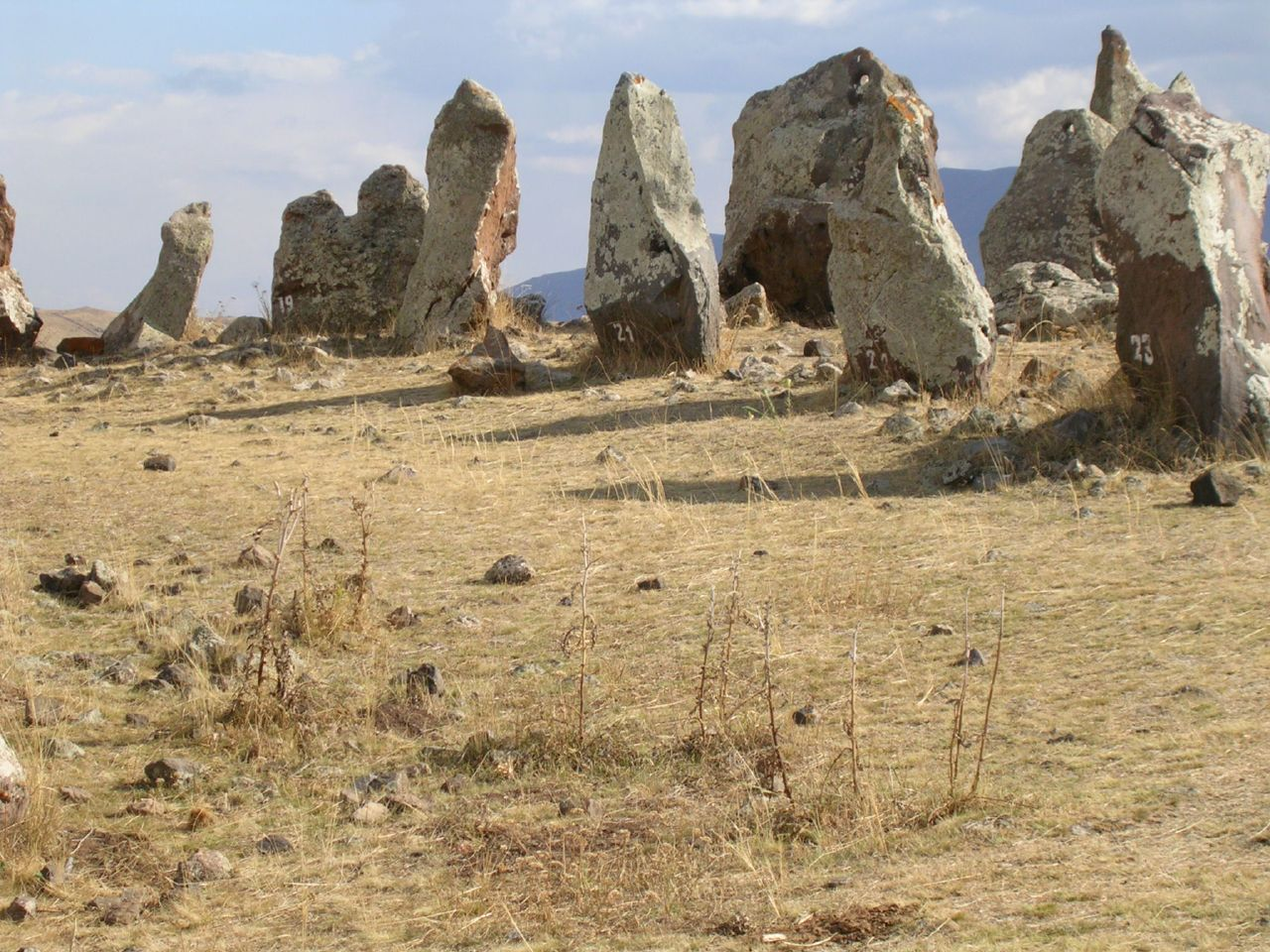
« Sur le chemin du retour, elle aspergea toutes les pierres dressées ; ces pierres se transformèrent en personnes. »
(Pierres dressées en Arménie)

Dans une variante de ce conte, une vieille femme déclare à une jeune fille qui lui fait visiter son jardin qu'il n'y manque que trois choses : l'eau vive, l'eau morte et l'oiseau qui parle. Ses deux frères partent à la recherche de ces merveilles mais échouent, pétrifiés pour s'être retournés malencontreusement ; la jeune fille se met elle-même en route, et grâce à un vieillard qu'elle a bien traité, parvient à un puits où elle trouve les objets de sa quête. S'en retournant, elle asperge d'eau morte et d'eau vive des pierres dressées qui redeviennent des êtres humains, et parmi lesquelles se trouvaient ses frères pétrifiés.

### Autres contes populaires
- Les Contes d'Afanassiev contiennent une série de récits (n°s 104a-104h, 171-178)[7] reliés, soit à l'eau de vie et à l'eau de mort, soit à l'eau ou aux pommes de jeunesse. Ainsi, dans La Pomme de jeunesse et le Royaume d'en bas (titre de Lise Gruel-Apert ; n° 104a / 171), un tsar vieux et aveugle envoie ses fils à la recherche de pommes miraculeuses qui doivent lui rendre la jeunesse, et de l'eau vive qui doit lui rendre la vue. Le plus jeune des fils parvient à dérober une pomme et une fiole d'eau vive dans le jardin d'une sorcière. Trompé par ses frères qui le précipitent dans le monde d'en bas, et après avoir tué un dragon, il est lui-même décapité, mais ressuscité par une princesse qui ressoude son corps et l'asperge d'eau vive. Il finit par retrouver son pays et guérit effectivement le tsar son père de sa cécité (les frères l'avaient entretemps rajeuni grâce à la pomme qu'ils avaient dérobé au benjamin).

- Dans le Conte de Vassilissa-à-la-tresse d'or, la beauté tête-nue et d'Ivan-le-Pois[8], c'est Ivan qui ressuscite ses frères tués par le dragon avec l'eau « vive-morte ». Le conte ajoute qu'il n'oublie pas de rapporter également  de l'« eau de jeunesse », dont il fera cadeau à la vieille qui l'a aidé dans sa quête, et celle-ci « rajeunit dans l'instant » et se met « à chanter et à danser ».

- Dans une variante du conte des Trois Royaumes, Ivan trompe le Corbeau, qui est ici son adversaire, en inversant les récipients contenant l'eau de force et de faiblesse, et triomphe ainsi de lui.

- Dans une version de La Maladie feinte, Ivan Tsarévitch, mort d'avoir mangé une galette empoisonnée, se voit jeter dans un puits après qu'on lui a crevé les yeux. Des chiens l'en extirpent et portent son corps jusqu'à sa fiancée, qui le ressuscite en l'aspergeant d'eau vive. Dans une autre version, ce sont ses enfants qui le ressuscitent en le frottant avec une racine[9].

- L'eau vive et l'eau morte interviennent également dans différentes versions du Lait de bête sauvage[10].

### Contes littéraires
Dans le poème en vers de Pouchkine Rouslane et Lioudmila, le héros Rouslane, qui a été tué traîtreusement, est ressuscité par un magicien finnois qui est allé puiser l'eau morte et l'eau vive à deux sources mystérieuses.

## Mythologie balte
Algirdas Julien Greimas étudie le motif de « l'eau guérissante et l'eau de la vie » à propos d'un conte lituanien, Le Soleil et la Mère des vents. Le héros a été égorgé par une ragana (sorcière), qui a jeté ses poumons et son foie à la mer. Les quatre Vents, alertés par un signe de vie (les pommes du verger se sont flétries) parviennent à les soustraire à une énorme écrevisse qui les emportait dans son trou, et le Vent du Nord rapporte du fond de la mer l'eau qui guérit (en lituanien : gydantis) et l'eau de la vie (gyvasis ou gyvuonis), grâce à quoi ils ressuscitent le héros.
Greimas signale que, dans le groupe de contes contenant ce motif, l'eau à action thérapeutique a pour effet, selon le cas, de guérir le malade, faire recouvrer la beauté, rajeunir, ou faire recouvrer la vue. Le héros, une fois frictionné, se retrouve sveikas gyvas, « sain et vivant ». L'homme destiné au rajeunissement doit en règle générale d'abord être coupé en morceaux, puis « ressoudé » et ressuscité. Il insiste sur le fait qu'il s'agit bien de deux types de remèdes distincts (« le principe de vie ne se confond pas avec le principe de santé »). La sveikata (« santé ») serait l'impression de l'intégralité de la personne, garantissant la permanence de son âme : « il faut d'abord trouver l’âme et la remettre dans le corps, et ensuite seulement essayer de ranimer cet ensemble psychosomatique ». Dans d'autres contes, jeunesse et beauté sont conférées par un bain dans du lait bouillant, issu des vaches de fer d'Aušrinė (déesse de l'étoile du matin, de la jeunesse et de la beauté, analogue à Vénus) – mais le roi indigne qui tente cette thérapie meurt ébouillanté.

## Analogies avec des contes d'autres cultures

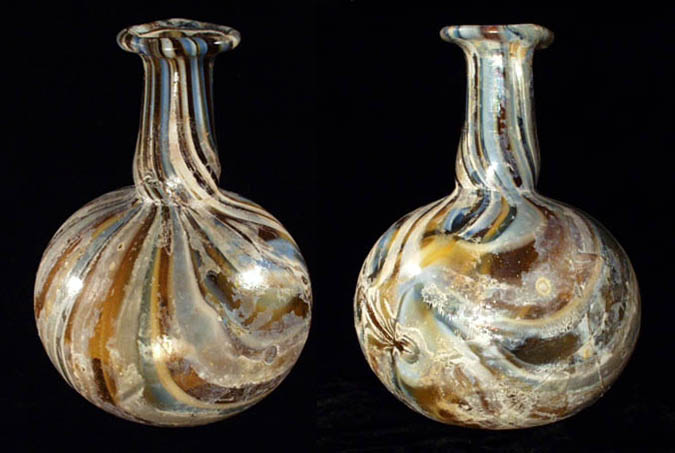
« Le premier corbeau revint les fioles vides et les plumes brûlées. »

- Le conte de Straparola connu en français sous le titre de Lancelot, roi de Provins (Les Nuits facétieuses, Quatrième nuit, fable III) évoque la quête de « l'eau qui danse » : celle-ci est gardée par des « bêtes venimeuses », et sera apportée aux héros par un pigeon dans une fiole. Les épreuves suivantes consistent à rapporter « la pomme qui chante », puis un « bel oiseau vert ».
- Dans le conte recensé par les frères Grimm (voir Bibliographie) et intitulé Le Roi de la Montagne d'or (Der König vom goldenen Berge, KHM92), pour libérer la princesse du sort qui l'a transformée en serpent, le héros doit accepter de se laisser trancher la tête par « douze hommes noirs, chargés de chaînes ». La princesse le ressuscitera en l'enduisant de l'Eau de la Vie qu'elle conserve dans un flacon.
- Delarue et Tenèze (voir Bibliographie) fournissent une version résumée d'un conte de Basse-Bretagne recueilli par François-Marie Luzel[15] et rattaché au conte-type AT 531 (la Belle aux cheveux d'or), intitulé Petit-Louis, fils d'un charbonnier et filleul du roi de France dans lequel la Princesse aux cheveux d'or impose au héros comme dernière épreuve « d'aller chercher de l'eau de vie et de l'eau de mort ». Alors que Petit-Louis et son cheval sont arrivés devant deux fontaines merveilleuses, le cheval demande au héros de le tuer, de se cacher dans ses entrailles et d'attraper deux corbeaux pour les charger d'aller remplir les deux fioles. Le premier corbeau échoue (les fontaines sont gardées par des dragons)[16], mais le second rapporte les deux fioles remplies. Petit-Louis s'en sert pour ressusciter son cheval, qui a toutefois perdu l'usage de la parole. La princesse verse ensuite sur le vieux roi, qui souhaite rajeunir pour l'épouser, quatre gouttes de l'eau de mort, le roi cesse de vivre et la princesse « omet » de le ressusciter : c'est Petit-Louis qui l'épousera. (Dans d'autres versions, le vieux roi se trompe lui-même de fiole). On remarque que dans la version bretonne, l'eau de mort provoque réellement la mort, ou tout au moins un état assimilable à la mort.

## Commentaires de William Ralston

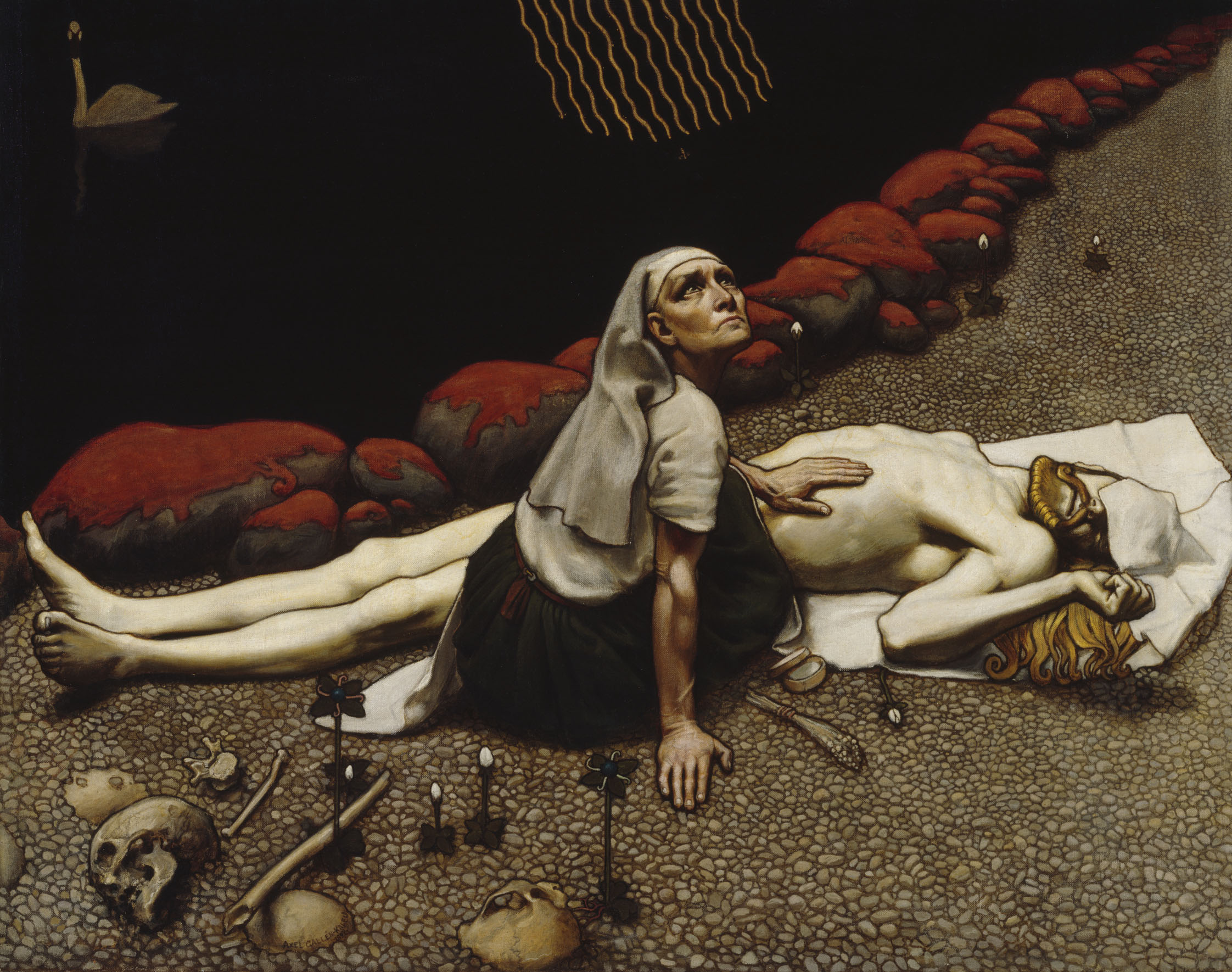
La mère de Lemminkäinen (Akseli Gallen-Kallela, 1897).

Le spécialiste britannique de la culture russe William Shedden Ralston consacre plusieurs pages de son ouvrage Russian Folk-Tales (Londres, 1873) à ce sujet. Il indique les différents cas (eau de force et de faiblesse...) et propose des parallèles avec des contes de divers pays (contes norvégien, kirghize...). Il signale un passage du Kalevala finnois dans lequel la mère du héros Lemminkäinen parvient à reconstituer, puis à ressusciter son fils, aidée par l'abeille Mehiläinen qui lui rapporte du miel et des onguents du Ciel (comme dans les contes russes, le héros s'étonne en se réveillant d'avoir dormi si longtemps, ce à quoi sa mère lui répond que sans elle, il aurait dormi bien plus longtemps encore). Ralston évoque aussi une légende tamoule dans laquelle un double charme (incantations), issu d'un livre de magie, permet, d'abord de recréer un corps, puis de lui réinsuffler la vie.
Selon les cas, l'eau miraculeuse provient parfois d'un puits, d'une source (elle est parfois défendue par un serpent enroulé tout autour, ou encore par des montagnes qui se referment) ou d'un lac. Ralston mentionne le conte russe de La Fille-Tsar, ainsi que celui du Cul-de-jatte et de l'Aveugle dans lequel les deux infirmes se débarrassent de leur infirmité grâce d'abord à l'eau de guérison (les jambes repoussent, les yeux se reforment), puis à l'eau de la vie : jambes et yeux se remettent à fonctionner.

## L'hypothèse de Vladimir Propp

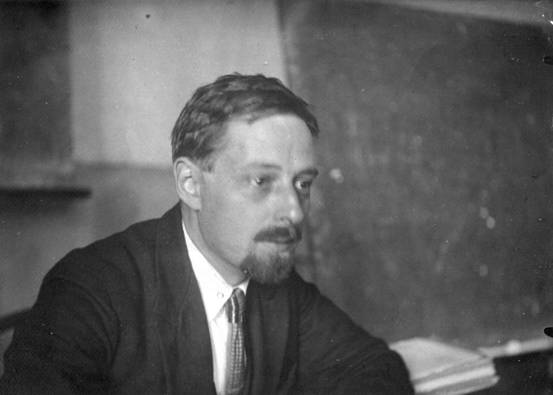
Vladimir Propp (1928)

Le folkloriste russe Vladimir Propp a consacré une étude à ce motif, qui lui semble remarquable, dans Les Racines historiques du conte merveilleux. Pour répondre à deux questions essentielles : d'où vient cette eau ? et pourquoi est-elle double ? il s'appuie sur le mythe d'Ishtar, revenue des Enfers, et sur les formules grecques trouvées dans des tombes sur les lamelles d'or de Petilia et qui donnaient des indications au défunt (initié de son vivant au culte orphique) pour s'orienter dans l'autre monde : il y verrait deux sources, l'une à sa gauche, bordée d'un cyprès blanc (l'eau de l'Oubli), l'autre à sa droite, coulant du lac de Mémoire. Seule cette dernière est gardée, et c'est vers elle que doit se diriger l'âme du défunt. Propp considère qu'il s'agit là de l'eau « morte », c'est-à-dire destinée aux morts, l'autre eau correspondant à l'eau « vive ». L'aspersion d'eau morte, dans le conte russe, constituerait alors une sorte de rite funéraire, qui garantirait que le cadavre est réellement mort, échappant à l'errance entre le royaume des vivants et celui des morts (et ne risquant pas de revenir sous forme de vampire). Le vivant qui veut entrer au royaume des morts n'utilise que l'eau vive ; l'homme qui, sur le chemin de la mort, souhaite revenir parmi les vivants, devrait donc user des deux eaux successivement.
Propp considère que les deux dualités : eau vive / eau morte, et eau de force / eau de faiblesse, représentent au fond une seule et même chose, mais il les distingue de l'eau qui guérit, rajeunit ou vivifie, laquelle est mentionnée pour les deux mondes.

## Récupérations contemporaines
L'expression « eau vive et eau morte » est ancrée dans la mémoire populaire russe et fait l'objet de récupérations à caractère commercial, pseudo-scientifique et plus ou moins mystique. L'eau vive et l'eau morte y sont présentées comme des panacées à la fois dérivant de la médecine traditionnelle et résultant de l'électrolyse de l'eau.